# Henri Matisse
Henri-Émile-Benoît Matisse, francoski umetnik, * 31. december 1869, Le Cateau-Cambrésis, Nord-Pas-de-Calais, Francija, † 3. november 1954, Cimiez zdaj Nica.
Matisse je bil mojstrski risar, graver, kipar in slikar, znan pa je predvsem po domiselni uporabi barv v slikarstvu ter svoji izvirni tehniki. Sprva so ga označevali za fauvista, kasneje pa je pridobil slavo kot predstavnik klasične smeri francoskega slikarstva. Matisse, Picasso in Marcel Duchamp veljajo za največje umetnike 20. stoletja.

## Življenjepis
Henri-Émile-Benoît Matisse se je rodil 31. decembra 1869 v Cateau-Cambrésis, kot najstarejši sin trgovca z žitom in barvami. Odraščal je v Bohain-en-Vermandois, Picardie, Francija. Od leta 1882 je hodil v gimnazijo v Saint Quentinu, leta 1887 pa je odšel v Pariz študirat pravo. Leta 1889 se je vrnil v Saint-Quentin in delal v pravni pisarni. S tem, po njegovem mnenju, jalovim početjem, ni bil zadovoljen. Na École Quentin de la Cour je hodil na risarski tečaj. Leta 1890 je bil celo leto bolan, vendar je v tem času stricu dekoriral hišo in izdelal prvo platno Tihožitje s knjigami. To je bilo odločilno, opustil je pravo in se 1891 vrnil v Pariz. Vpisal se je na Akademijo Julian (Académie Julian), ki jo je vodil Adolph William Bouguereau. Z učno snovjo ni bil zadovoljen, zato se je vpisal na Šolo za dekorativne umetnosti (École des Beaux-Arts) na tečaj opisne geometrije. Leta 1892 ga je v uk vzel Gustave Moreau (1826 -1898, simbolistični slikar) za čas, ko se je lahko vpisal na Akademijo. Šolanje mu je pomagalo pri napredku v slikanju, pogosto je bil v Louvru in končno je bil 1. aprila 1895 spejet na Akademijo. V dveh letih je imel razstavo štirih slik v salonu Nacionalne družbe (Société Nationale des Beaux-Arts). Med bivanjem v Bretanji leta 1896 s slikarjem Émile Wéryjem. Med letoma 1897 in 1898 je spoznal Johna Petra Russella z otoka Belle-Ile, ki ga je seznanil z deli Vincenta van Gogha, kar je imelo velik vpliv na Matissovo nadaljnje delo.
Matisse je imel me izobraževanjem razmerje z modelom Caroline, iz tga razmerja se je rodila leta 1894 hči Maguerite. Kasneje se spoznal z Amelie Noellie Parayre in se z njo 8. januarja 1989 poročil. Po poroki je potoval: najprej v London in nato na Korziko. Slike interierjev in krajin so se približale impresionističnim. Leat 1899 je mu je rodil prvi sin Jean Gérard (1899-1976), leta 1900 pa drugi Pierre (1900-1989).
Leta 1899 se je Matisse vrnil v Pariz. Ker je Moreau umrl, ni dobil več mesta na šoli. Za preživetje je dekoriral Veliko palačo (Grand Palais) za svetovno razstavo leta 1900. Pri tem se je močno prehladil in moral čez zimo v Švico. Na tečaju pri Eugène Carrieru je spoznal André Deraina in Maurice de Vlamincka. Slikarji so začeli slikati skupaj. Še vedno ni nič prodal. Leta 1903 je z dve sliki razstavil v Salonu d'Automne (Jesenskem salonu), naslednje leto pa v galeriji Ambrosia Vollarda samostojno razstavljal.
Leta 1904 je Matisse preživel v Saint Tropezu in začel slikati slike v slogu neoimpresionizma (tudi poatilizem). Poletje 1905 je Matisse preživel z André Derainom in Maurice de Vlaminckom v mestecu Collioure. To bivanje je bila pomembna prelomnica v njegovem delu. Rodil se je fovizem (fauves, zverine, divje mačke); barve so bile bleščeče, kontrasti močni, senc skoraj ni bilo. Prva taka slika je bila Krajina pri Colliourju. Prvič so nove slike razstavlali v Salonu d'Automne v Parizu jeseni leta 1905 in poželi ogorčenje občinstva in kritikov. Leta 1906 so fovisti imeli še dve razstavi, potem se skupina razšla leta 1907.
20. marca 1906 je Matisse razstavljal v Salon des Indépendants svoje novo delo Le bonheur de vivre. Kritiki in akademski slikarji so se odzvali razdraženo. Leta 1907 je Matisse potoval po Italiji in proučeval Giotta in Piera della Francesca. Za Jesenski salon je pripravil za razstavo pet slik, med njimi Glasbo in Razkošje. Tokrat ga je kritika nagradila in ga imenovala "kralja fovistov". V maju 1906 je Matisse potoval po Alžiriji in obiskal oazo Biskra. Iz tega časa je slika Modri akt in kip Akt I (Aurora). S potovanja je prinesel keramiko in tekstil, ki se kasneje pojavljata na njegovih slikah.
Matisse se je prvič srečal s Pablom Picassom leta 1906. V naslednjih letih sta se obiskovala in skupaj razstavljala. Matisse je Picassu pomagal z nasveti obenem pa ga je občudoval.
Na pobudo in s pomočjo prijateljev Michaela, Sarah, Gertrude in Leona Steina ter Hansa Purrmanna, Marg in Oskarja Molla je v začetku leta 1908 v prostorih samostana Ptički (Couvent des oiseaux) ustanovil zasebno umetniško šoloi imenovano  "Académie Matisse".  Učil je od januarja 1908 do 1911 in imel na koncu že 100 študentov iz raznih držav. Ugotovil je, da je poučevanje zanj prenaporno in ga je po dveh letih opustil.
S Hansom Purrmannom je šel na potovanje po Nemčiji in imel razstave v tujini (New Yorku, Londonu, Berlinu, Sevilli, Tangerju in Moskvi). Med letoma 1911 in 1913 je bil večkrat v Maroku, kjer je odkril tople afriške barve, posvečal se je dekorativnosti in se povsem približal dvodimenzionalnosti. Bolj zana slika, ki je nastala pod vtidom tega časa je Amélie iz poletja (1913).
1909 je zapustil prebivališče v Quai Saint-Michel v Parizu in se preselil v Issy-les-Moulineaux, kjer je kupil hišo in uredil atelje ter pravi muzej s slikami, preprogami in drugimi umetniškimi predmeti.
Začetek prve svetovne vojne je pričakal misleč, da bo vpoklican v vojsko, a je bil zavrnjen. Preselil se je najprej v Toulouse, potem pa v svojo vilo v Collioure. Tam se je seznanil s Juanom Grisom, madridskim slikarjem enem od začetnikov kubizma. Srečal je še druge kubiste, hodil na razstave ekspresionističnega gibanja Most in skupine Modri jezdec, ki jo je vodil Kandinski. Po teh dogodkih je bistveno spemenil svoje slikanje. Leta 1915 je z novimi deli pripravil razstavo v New Yorku. Vojna je Matissa precej prizadela:  brat je bil v ujetništvu, vpoklicana sta bila oba sinova. Sam je intenzivno delal in študiral kubistična dela ter iskal nove rešitve.
Konec leta 1917 je prvič odšel v Nico. Šel je k Renoirju v Cagnes sur mer in mu pokazal nekaj svojih slik, ki jih je mojster pozitivno ocenil. V Nico se je vračal naslednje tri sezone do leta 1921, se srečeval z umetniki in razstavljal. V letih 1919 in 1929 je Matisse naslikal okoli petdeset platen z odaliskami, orientalkami, Perzijkami, Hindujkami,...) in vrsto grafik (litografij, jedkanic in suhih igel), kot tudi nekaj kipov (Veliki sedeči akt - 1925).
30. decembra 1923 se je poročila hči Marguerita z umetnostnim kritikom Georgesom Duthuitom. Februarja in marca 1924 je razstavljal v New Yorku, še isto leto pa retrospektivno v Københavnu. Poleti 1925 je odšel na dolgo študijsko potovanje po Italiji, pa spet v Ameriko. Leta 1930 je potoval po Polineziji in Ameriki. Za fundacijo Marion Station iz Filadelfije je dobil naročilo za stensko dekoracijo velikih dimezij 4 krat 5 m. Prva verzija je bila napačnih dimenzij (zdaj se nahaja v Musée national d'Art Moderne v Parizu), zato moral je narediti novo. Leta 1933 se je v New Yorku rodil njegov vnuk, Paul Matisse.
Drugo svetovno vojno je v glavnem preživel na Azurni obali.  Ločil se je od žene. Januarja 1941 pa se mu zdravstevno stanje poslabšalo, izrezali so mu tumor na dvanajstniku, imel je dvakrat tudi pljučno embolijo. Za silo je okreval in se vrnil v Nico. Bivša žena in hči sta sodelovali v francoskem odpornišekm gibanju in leta 1944 ju je aretiral Gestapo.
Po vojni 1945 je bila v Londonu velika razstava v počastitev Matissa in Picassa, maja 1946 pa v Bruslju. Matiss je nastopil v dveh dokumentarnih filmih (Znova najdena umetnost in Matisse). Leta 1947 je bil odlikovan z Legijo časti. Najintenzivnejše in najbogatejše obdobje dela na ilustracijah knjig je bilo med letoma 1946 in 1059. Matisse je bil eden najboljših interpretov, slog je prilagajal besedilu Po osemdesetem letu starosti, ko je vse težje delal, se je lotil tehniče »izstrižki« (kolaž), s tempero je slikal kartončke , jih izrezoval in lepil na slike. Do leta 1951 je kočal zadnje kipe in slike. Ker je bil zelo cenjen je imel številne razstave po vsem svetu.
V njegovem rojstnem kraju so leta 1951 odprli Matissov muzej.
3. novembra 1954 je po kratki agoniji umrl doma, v Nici. Pokopali so ga v Cimiezu.

## Delo
Henri Matisse velja za enega najvplivnejših slikarjev 20. stoletja in za pionirja fauvizma. Njegovo delo je vplivalo na mnoge umetnike na različnih področjih umetnosti. Zaradi primitivnega in divjega sloga, uporabe močnih, pisanih in intenzivnih barv ter naglih potez so fauviste označili za divje zveri (francosko betes fauves). Fauvisti so nasprotovali impresionizmu, motivi so bili zanje postranskega pomena, pomemben je bil izraz. Matissu je bilo pomembno, da sta bila ozadje in predmet enakovredna in da noben motiv ni izstopal. Barvo je uporabljal kot sredstvo za izražanje in ne za opisovanje. 
V njegovih slikah se pozna vpliv dežel, ki jih je obiskoval: Maroko, Alžirija, Rusija, Anglija Polinezija. V njegovih slikah se poajvljajo ženske od zgodnjega do poznega dela leta 1950, prevladujejo in kažejo na Matissa v različnih fazah.
Kot slikar se je poizkušal tudi v tradicionalnih motivih, krajini, tihožitju ter pastoralnih temah. Pomemben del je ciklus slik z motivom odprtega okna, kjer je želel ustvariti vtis pogleda skozi okno v svet. Matissove slike so pripomogle k uveljavljanju večine formalističnih načel v moderni umetnosti.
Pred koncem življenja je dobil naročilo za opremo Kapele svetega rožnega venca v dominikanskem samostanu v mestu Vence (1948-51). Tukaj se je lahko izrazil na vse znane načine: kot slikar, kipar, arhitekt, risar, oblikovalec in dekorater. Uporabil je moč svetlobe, barve, črte in prostora in z njimi ganil gledalca in obiskovalca. Matiss je o kapeli zapisal: "Ta kapela zame predstavlja vrhunec življenja, polnega del." 
Matissovo delo lahko razdelimo v pet obdobij:
- obdobje fauvizma (1900–1908)
- ekperimentalno obdobje (1908–1917)
- obdobje v Nici (1917–1929)
- obdobje preprostosti (1929-1940)
- manj pomembno obdobje (1940–1954)

Matisse je ustvaril tudi številne risbe, jedkanice in študije. Med letoma 1908 in 1948 je ustvaril okoli 300 jedkanic in 300 litografij. Poleg tega je ustvaril 62 del z akvatinto, 68 monotipov, 70 linorezov in iz zgodnjega obdobja 1906-1907 so štirje lesorezi. Že prej, po letu 1945 pa še več, je tudi ilustriral precejšnje število knjig. Večinoma so to črno-bele ilustracije, izjema je knjiga Jazz, ki ima barvne ilustracije. Izdelal je vrsto ovitkov za umetnostne revije, kataloge za rastave, vedno pa je slog prilagodil besedilu. 
Med letoma 1900 do 1910 je Matisse naredil večino kipov. Nanj sta vplivala Auguste Rodin in Antoine-Louis Barye. Skoraj vse skulpture so narejene v več primerih, tudi deset.
Od leta 1937 dalje je delal tudi kot scenograf in kostumograf za ruski balet v Monte Carlu.